# Федосеев, Глеб Борисович
Глеб Борисович Федосеев (род. 4 сентября 1930 года, Ленинград, СССР — 11 мая 2019 года, Россия) — советский и российский пульмонолог и аллерголог, один из создателей отечественной научной школы пульмонологов и аллергологов, член-корреспондент РАМН (1999), член-корреспондент РАН (2014).

## Биография
Родился 4 сентября 1930 года в Ленинграде.
В 1954 году окончил 1-й Ленинградский медицинский институт имени академика И. П. Павлова, где в дальнейшем и работал.
С 1975 по 2007 годы — заведующий кафедрой госпитальной терапии, с 1973 по 2003 годы — заместитель директора по научной работе ВНИИ пульмонологии МЗ СССР.
В 1999 году избран членом-корреспондентом РАМН.
В 2014 году стал членом-корреспондентом РАН (в рамках присоединения РАМН и РАСХН к РАН).
Скончался 11 мая 2019 года. Похоронен в Санкт-Петербурге на Большеохтинском кладбище.

## Научная деятельность
Крупный советский и российский специалист в области пульмонологии и аллергологии.
Его научные исследования были посвящены проблеме бронхиальной астмы, изучению этиологии, патогенеза, клиники, диагностики, лечения и профилактики, анализу развития бронхиальной астмы на разных этапах формирования патологического состояния, включая доклинический этап (этап биологических дефектов).
Выдвинул концепцию клинико-патогенетических вариантов течения бронхиальной астмы в соответствии с ведущими механизмами патогенеза, дополнив и расширив классификацию бронхиальной астмы, предложенную А. Д. Адо и П. К. Булатовым (1969), которая позволяет практическим врачам детально уточнять диагноз, и выбирать индивидуализированную под каждого пациента терапию.
Автор, соавтор и титульный редактор 18 монографий, редактор и автор 4 сборников научных трудов, автор и соавтор более 400 статей и 7 изобретений.
Под его руководством выполнено и успешно защищено 69 кандидатских и 27 докторских диссертаций.
С 2003 года являлся главным внештатным терапевтом Северо-Западного федерального округа.

## Награды
- Орден «Знак Почёта»
- Орден Трудового Красного Знамени
- Орден Почёта
- Медаль «В ознаменование 100-летия со дня рождения Владимира Ильича Ленина»
- Золотая медаль ВДНХ — за комплекс работ по изучению бронхиальной астмы
- Серебряная медаль ВДНХ — за комплекс работ по баротерапии больных бронхиальной астмой
- Медаль «Ветеран труда»
- Значок «Отличнику здравоохранения»
- Медаль «За заслуги перед отечественным здравоохранением»